# Audrey Williamson
Audrey Williamson   (Bournemouth, 28 de setembre de 1926 - Llandrillo-yn-Rhos, 29 d'abril de 2010), de casada Mitchell, va ser una atleta anglesa, especialista en curses de velocitat, que va competir durant en els anys posteriors a la Segona Guerra Mundial.
El 1948 va prendre part en els Jocs Olímpics d'Estiu de Londres, on va guanyar la medalla de plata en la cursa dels 200 metres del programa d'atletisme. Finalitzà rere la neerlandesa Fanny Blankers-Koen.
Va continuar competint fins al 1954 i va guanyar diversos títols de l'exèrcit, però no tornà a ser seleccionada a nivell internacional.

## Millors marques
- 200 metres. 25.1" (1948)[1]